# ذل هلباب (السدة)

تعديل مصدري - تعديل

ذل هلباب هي إحدى قرى عزلة العرافة بمديرية السدة التابعة لمحافظة إب، بلغ تعداد سكانها 179 نسمة حسب تعداد اليمن لعام 2004.